# Jörg Morré
Jörg Morré (* 1964 in Berlin) ist ein deutscher Historiker. Er ist Direktor des Museums Berlin-Karlshorst.

## Leben
Morré studierte Geschichte, Russistik und Erziehungswissenschaften an der Freien Universität Berlin und der Universität Hamburg. Nach Studienaufenthalten in Leningrad und Moskau promovierte er 1999 mit der Dissertation „Hinter den Kulissen des Nationalkomitees. Das Institut 99 in Moskau und die Deutschlandpolitik der UdSSR 1943–1946“ am Lehrstuhl für osteuropäische Geschichte der Ruhr-Universität Bochum.
Er war von 1996 bis 2008 wissenschaftlicher Mitarbeiter an den Gedenkstätten Sachsenhausen und Bautzen. Seit 2009 ist er Direktor des Museums Berlin-Karlshorst.
Morré ist Mitglied der Deutsch-russischen Historikerkommission, die aus je neun deutschen und russischen Wissenschaftlern besteht. Seit 2016 ist er Mitglied des Wissenschaftlichen Beirats des Volksbundes Deutsche Kriegsgräberfürsorge.

## Veröffentlichungen
- Mitwirkung und Hrsg.: Speziallager des NKWD. Sowjetische Internierungslager in Brandenburg 1945-1950. Brandenburgische Landeszentrale für politische Bildung, Potsdam 1997
- Hinter den Kulissen des Nationalkomitees. Das Institut 99 in Moskau und die Deutschlandpolitik der UdSSR 1943–1946. Oldenbourg, München 2001
- Mitwirkung: Totenbuch Speziallager Bautzen 1945–1956. Stiftung Sächsische Gedenkstätten, Dresden 2004
- mit Stefan Büttner: Sowjetische Hinterlassenschaften in Berlin und Brandenburg. Ch. Links Verlag, Berlin 2014
- mit Andreas Weigelt: Waffenbrüderschaft in der DDR. Konstruktion einer Tradition. Deutsch-Russisches Museum Berlin-Karlshorst, Berlin 2016
- mit Christoph Meißner: Alltag. Politik. Kampfauftrag. Sowjetische Truppen in Deutschland 1945–1994. Deutsch-Russisches Museum Berlin-Karlshorst, Berlin 2019
- mit Christoph Meißner: The Withdrawal of Soviet Troops from East Central Europe. Vandenhoeck & Ruprecht, Göttingen 2021